# Lotnisko Saarlouis-Düren
Lotnisko Saarlouis-Düren (ICAO: EDRJ) – lotnisko położone 6 km na zachód od Saarlouis, w kraju związkowym Saara, w Niemczech.